# Maria Isbert
Maria Isbert (Madrid, 21 d'abril de 1917 - Villarrobledo, Albacete, 25 d'abril de 2011) va ser una actriu espanyola, filla del també actor Pepe Isbert, que la va introduir al món del cinema. Va rodar més de 250 pel·lícules, normalment amb un rol de personatge secundari i amb papers còmics. Durant la seva carrera va rebre diversos premis com la Medalla de Plata de les Belles Arts (1987) o l'Acadèmica d'Honor de l'Acadèmia de les Arts Cinematogràfiques d'Espanya (2008).

## Filmografia

### Cinema
| - 1944: La vida empieza a medianoche - 1944: Ella, él y sus millones - 1945: El camino de Babel - 1945: Un hombre de negocios - 1946: Los habitantes de la casa deshabitada - 1946: La mantilla de Beatriz - 1947: La Lola se va a los puertos - 1947: La princesa de los Ursinos - 1947: Dos cuentos para dos - 1948: Botón de ancla - 1948: La fiesta sigue - 1949: Currito de la Cruz - 1949: Una mujer cualquiera - 1950: El señor Esteve - 1950: Tres ladrones en la casa - 1951: La trinca del aire - 1952: Pluma al viento - 1952: Sor intrépida - 1953: Como la tierra - 1954: El rey de la carretera - 1955: Recluta con niño - 1956: Viaje de novios - 1956: El rey de la carretera - 1956: Los ladrones somos gente honrada - 1957: Un abrigo a cuadros - 1957: Un fantasma llamado Amor - 1957: Los ángeles del volante - 1958: El puente de la paz - 1958: Villa Alegre - 1958: El aprendiz de malo - 1959: El gafe - 1959: El secreto de papá - 1959: La casa de la Troya - 1960: Un rayo de luz - 1960: El cochecito - 1960: Mi calle - 1961: Viridiana - 1961: Despedida de soltero - 1961: Don José, Pepe y Pepito - 1961: El indulto - 1962: La reina del Chantecler - 1962: La gran familia - 1963: El verdugo - 1963: Un demonio con ángel - 1963: El camino - 1963: Escala en hi-fi - 1964: Búsqueme a esa chica - 1965: Mi canción es para ti - 1965: Más bonita que ninguna - 1965: La familia y uno más - 1966: El arte de no casarse - 1966: Acompáñame - 1966: Un beso en el puerto - 1966: La mujer perdida - 1967: El hombre que mató a Billy el Niño - 1967: Lo que cuesta vivir - 1967: Encrucijada para una monja - 1968: Cómo está el servicio - 1968: Operación Mata Hari - 1968: Escuela de enfermeras - 1969: Soltera y madre en la vida - 1969: Un adulterio decente - 1969: Cuatro noches de boda - 1969: Mi marido y sus complejos - 1969: Un, dos, tres, al escondite inglés - 1969: Amor a todo gas - 1969: Los hombres las prefieren viudas - 1970: La tonta del bote - 1970: No desearás al vecino del quinto - 1970: Con ella llegó el amor - 1970: Coqueluche | - 1970: La orilla - 1971: Simón, contamos contigo - 1971: Hay que educar a papá - 1971: La casa de los Martínez - 1971: El apartamento de la tentación - 1971: Una chica casi decente - 1972: Soltero y padre en la vida - 1972: Corazón solitario - 1972: Venta por pisos - 1973: La curiosa - 1973: Un casto varón español - 1974: Tormento - 1974: El blanco, el amarillo y el negro - 1974: Onofre - 1975: El adúltero - 1975: La gorra - 1976: Esclava te doy - 1976: Nosotras que fuimos felices - 1977: La dudosa virilidad de Cristóbal - 1977: ¡Vaya par de gemelos! - 1977: Réquiem por un empleado - 1977: Las marginadas - 1977: La guerra de papá - 1980: El Erótico enmascarado - 1980: Los fieles sirvientes - 1980: El ligero mágico - 1980: La pátria del Rata - 1981: Los chulos - 1981: Préstame a tu mujer - 1981: El primer divorcio - 1981: Carlota: Amor es... veneno/Carlota - 1982: Onofre el Virgo - 1982: Cristóbal Colón, de oficio... descubridor - 1983: Los caraduros - 1983: Los nuevos curanderos - 1983: Una pequeña movida - 1984: Todo va mal - 1985: El donante - 1985: A la pálida luz de la luna - 1986: Los presuntos - 1986: Capullito de alhelí - 1986: Cara de acelga - 1986: Tiempo de silencio - 1987: El pecador impecable - 1987: El bosque animado - 1987: Policía - 1988: Amanece, que no es poco - 1989: Pareja enloquecida busca madre de alquiler - 1989: El pañuelo de mármol - 1992: Yo me bajo en la próxima ¿y usted? - 1993: Celia/El mundo de Celia - 1995: ¡Qué noche tan movida! - 1996: Los porretas - 1996: La duquesa roja - 1996: Los porretas - 1998: Pecata minuta - 1998: Atilano, presidente - 1998: Cásate conmigo Maribel - 1999: La mujer más fea del mundo - 1999: La ciutat dels prodigis - 1999: Jara - 2000: Y decirte alguna estupidez, por ejemplo, te quiero - 2000: A propósito de Buñuel - 2002: El florido pensil - 2002: Primer y último amor - 2002: La gran aventura de Mortadel·lo i Filemó - 2005: R2 y el caso del cadáver sin cabeza - 2005: Semen, una historia de amor - 2005: Envejece conmigo - 2005: Cuando España se desnudó - 2005: 50 y más |

### Televisió
| - (1963-1964) Escuela de maridos - (1969) Cuentos y leyendas - (1969-1970)Pequeño estudio - (1971) Del dicho al hecho - (1971, 1980, 1981) Teatro breve - (1971-1972) Hora once - (1971) Las doce caras de Eva - (1972, 1978, 1980) Estudio 1 - (1973) Animales racionales - (1974) Noche de teatro - (1974) Novela - (1976) La hora de... - (1976) Música y estrellas - (1977) Los libros - (1981) Teatro estudio - (1983) Anillos de oro - (1985) Como Pedro por su casa - (1985) La comedia musical española - (1986) Escalera interior, escalera exterior | - (1989) Primera función - (1989) Pero ¿esto qué es? - (1990) Brigada central - (1993) Celia - (1993) Los ladrones van a la oficina - (1994-1995)¡Ay, Señor, Señor! - (1995) Hermanos de leche - (1995) Por fin solos - (1998) Ni contigo ni sin ti - (2000) Manos a la obra - (2000) Raquel busca su sitio - (2001) Robles, investigador - (2002) La verdad de laura - (2002) Hospital Central - (2003) 7 vidas - (2004) El comisario - (2004) ¿Se puede? - (2004) Manolito Gafotas - (2006) Con dos tacones |

## Premis
| Any  | Premi                                        | Categoria                   | Títol                 | Resultat   |
| ---- | -------------------------------------------- | --------------------------- | --------------------- | ---------- |
| 1946 | Cercle d'Escriptors Cinematogràfics, Espanya | Millor actriu secundària    | Un hombre de negocios | Guanyadora |
| 2002 | Cercle d'Escriptors Cinematogràfics, Espanya | Premi a la seva trajectòria |                       | Guanyadora |
| 2003 | Fotogramas de Plata                          | Premi especial              |                       | Guanyadora |
| 2003 | Premi Unio d'actors, Espanya                 | Premi a la seva trajectòria |                       | Guanyadora |